# Lexington Avenue Line
| Urban tunnel station on track |

| Urban tunnel stop on track |

| Urban tunnel stop on track |

| Urban tunnel stop on track |

| Urban tunnel stop on track |

| Urban tunnel station on track |

| Urban tunnel stop on track |

| Urban tunnel stop on track |

| Urban tunnel station on track |

| Urban tunnel stop on track |

| Urban tunnel station on track |

| Urban tunnel stop on track |

| Urban tunnel stop on track |

| Urban tunnel stop on track |

| Urban tunnel station on track |

| Urban tunnel stop on track |

| Urban tunnel stop on track |

| Urban tunnel stop on track |

| Urban tunnel stop on track |

| Urban tunnel station on track |

|  | Unknown BSicon "utSTR+l" | Unknown BSicon "utABZgr" |  |  |

|  | Urban tunnel unused stop on in-use track | Urban tunnel straight track |  |  |

|  | Unknown BSicon "utSTRl" | Unknown BSicon "utABZgr" |  |  |

| Urban tunnel station on track |

| Urban tunnel station on track |

| Urban tunnel station on track |

| Urban tunnel station on track |

| Urban tunnel stop on track |

| Urban tunnel stop on track |

| Urban tunnel stop on track |

| Urban tunnel stop on track |

| Urban tunnel station on track |

| Urban tunnel stop on track |

| Urban tunnel stop on track |

| Urban tunnel station on track |

| Urban tunnel stop on track |

| Urban tunnel station on track |

| Urban tunnel stop on track |

| Urban tunnel stop on track |

| Urban tunnel stop on track |

| Urban tunnel station on track |

| Urban tunnel stop on track |

| Urban tunnel stop on track |

| Urban tunnel stop on track |

| Urban tunnel stop on track |

| Urban tunnel station on track |

|  | Unknown BSicon "utSTR+l" | Unknown BSicon "utABZgr" |  |  |

|  | Urban tunnel unused stop on in-use track | Urban tunnel straight track |  |  |

|  | Unknown BSicon "utSTRl" | Unknown BSicon "utABZgr" |  |  |

| Urban tunnel station on track |

| Urban tunnel station on track |

| Urban tunnel station on track |

Lexington Avenue Line är en av New Yorks tunnelbanas linjer som går från Lower Manhattan och norrut till 125th Street i Harlem.  En del av linjen tillhör New Yorks första tunnelbana som öppnade 1904, nämligen sträckan från City Hall till Grand Central Terminal. Station City Hall lades dock ner år 1945 men finns fortfarande kvar och har ibland visats för allmänheten. Lokaltåg stannar på de mindre stationerna och expresstågen på de stora stationerna.

## New Yorks första tunnelbana från 1904
Följande stationer fanns på New Yorks första tunnelbana som var en del av Lexington Avenue Line.
- Grand Central Depot - 42nd Street (nuvarande Grand Central – 42nd Street)
- 33rd Street
- 28th Street
- 23rd Street
- 18th Street (1904-1948, nedlagd)
- 14th Street (nuvarande 14th Street – Union Square)
- Astor Place
- Bleecker Street
- Spring Street
- Canal Street
- Worth Street (1904-1962, nedlagd)
- Brooklyn Bridge (nuvarande Brooklyn Bridge – City Hall)
- City Hall (1904-1945, nedlagd)

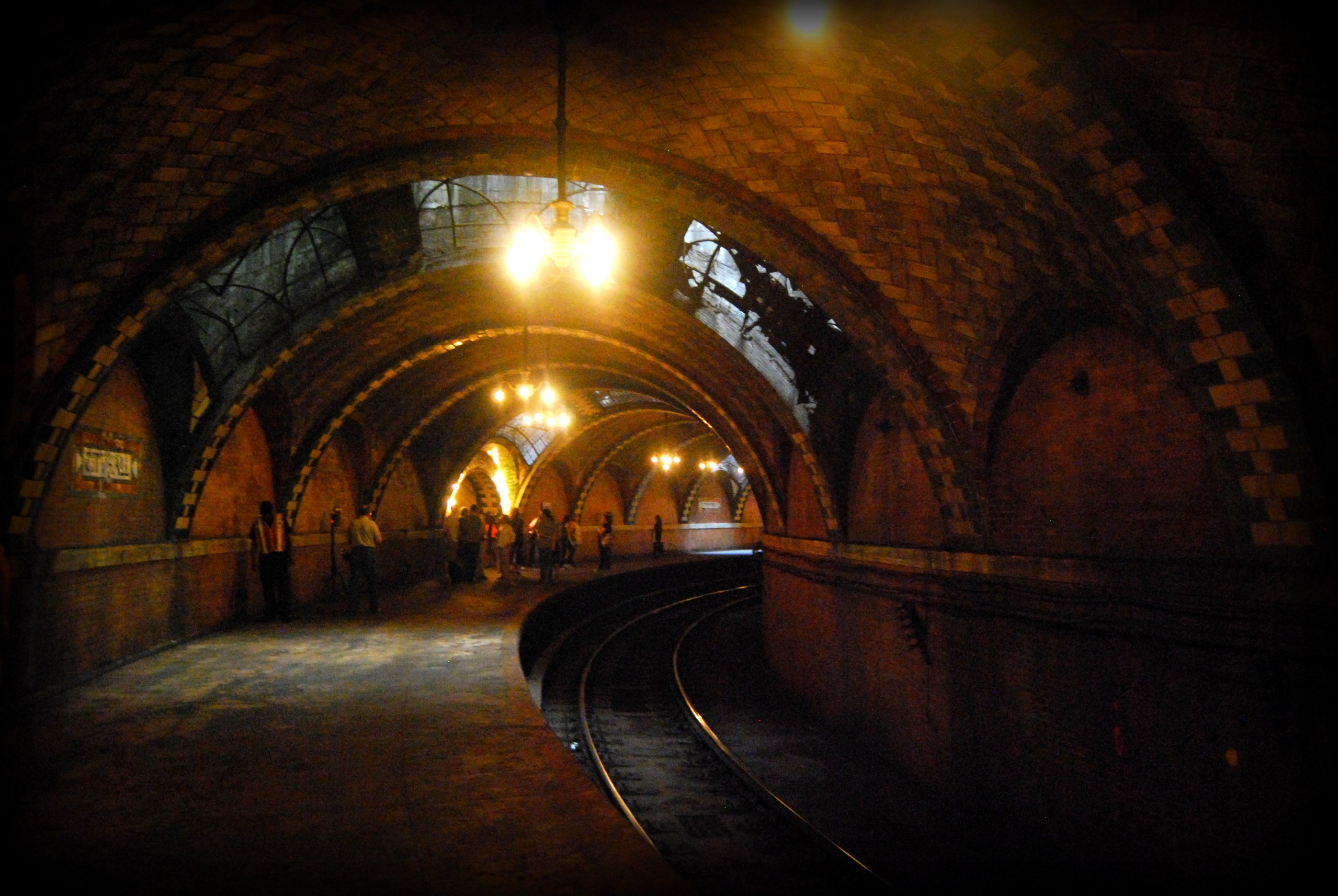
City Hall
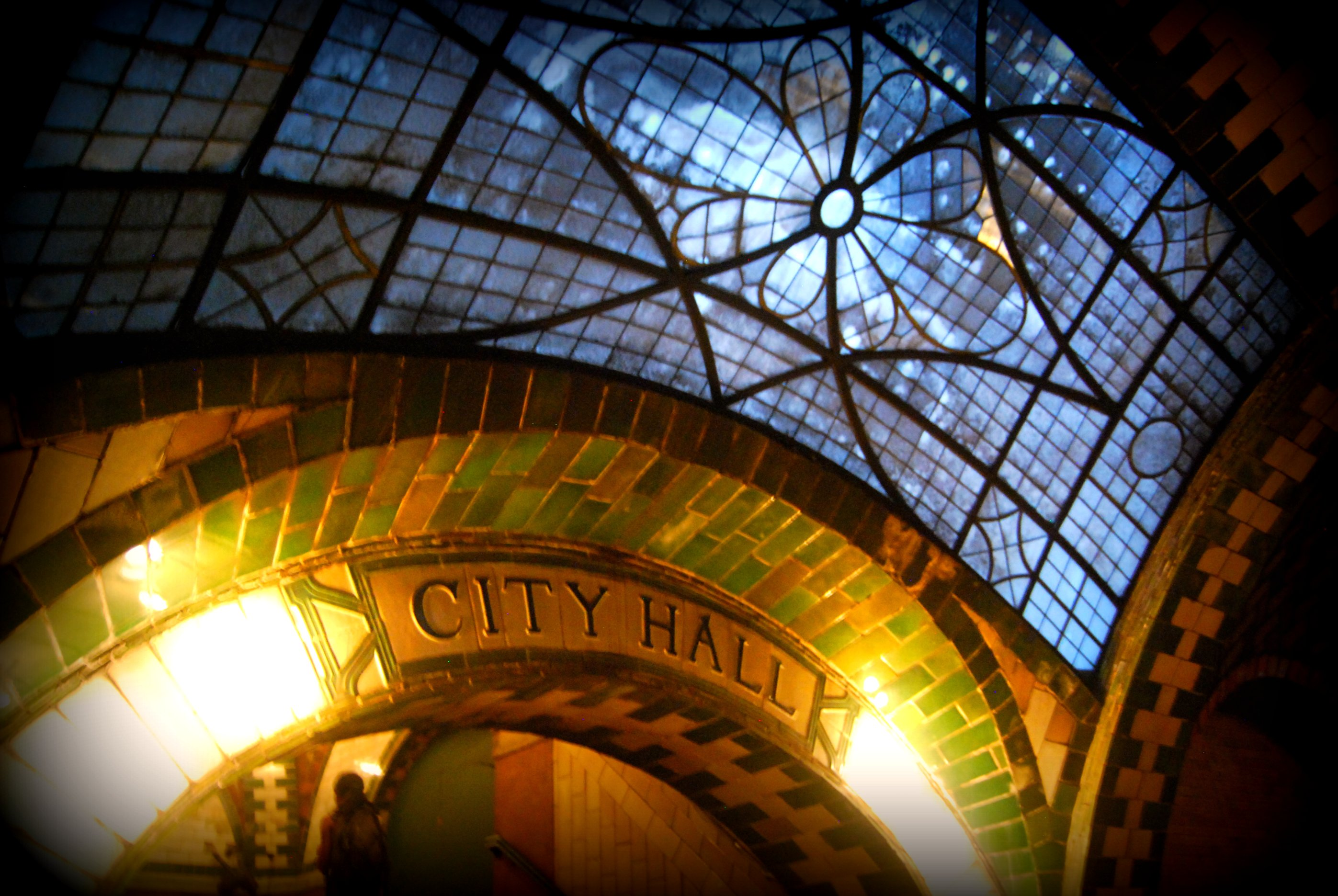
Takfönster, City Hall
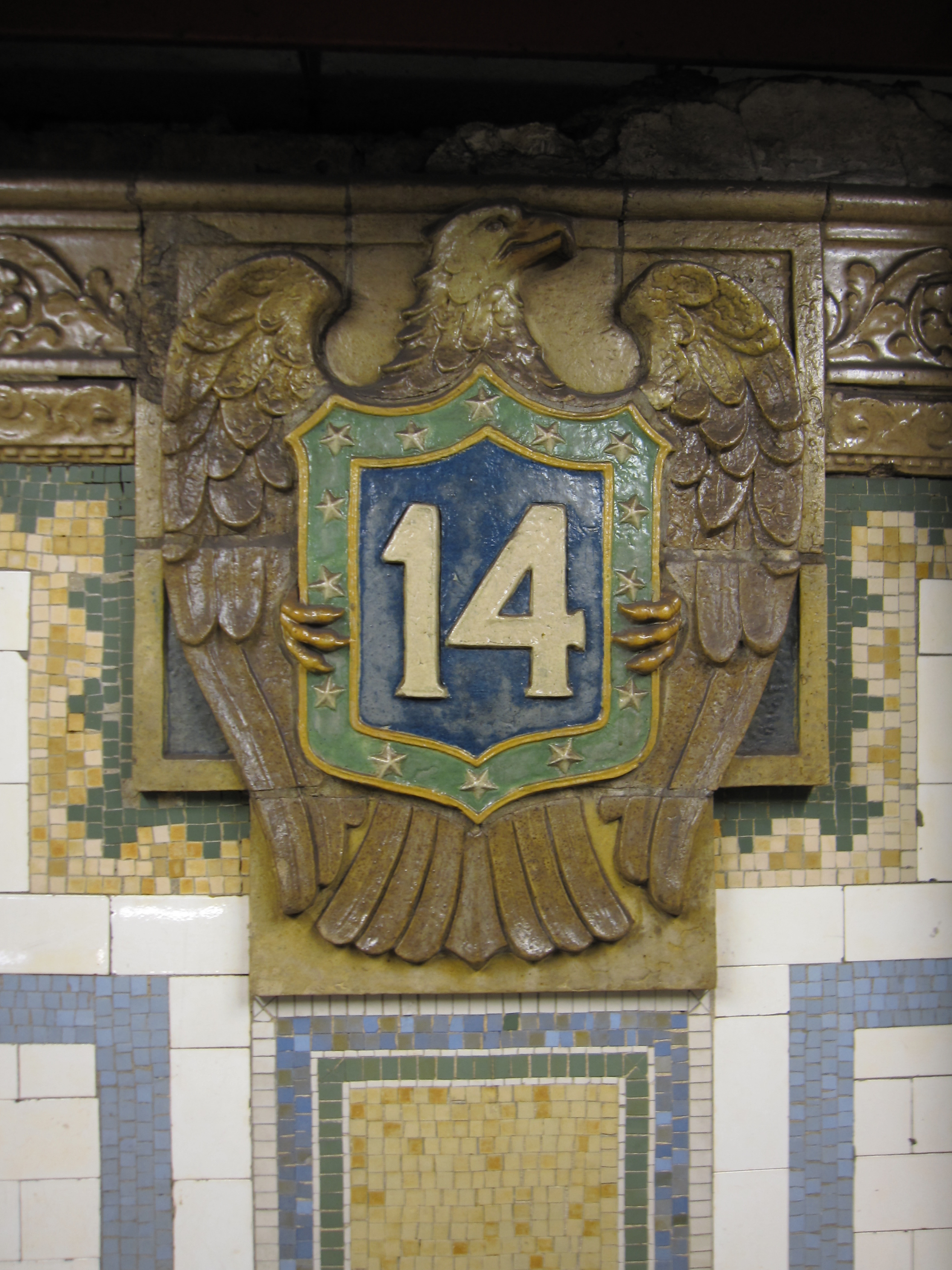
14th Street – Union Square
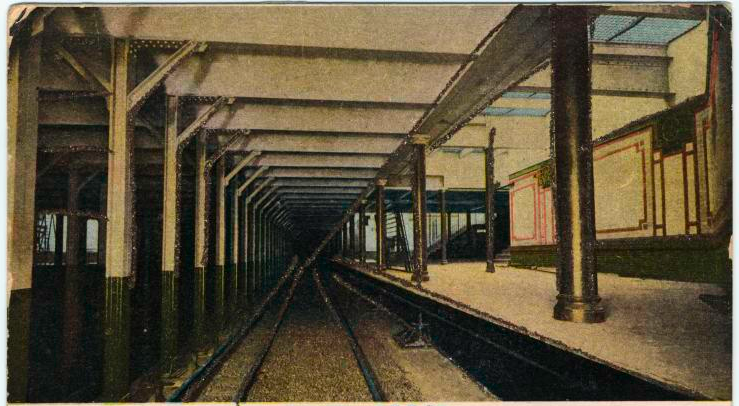
18th Street
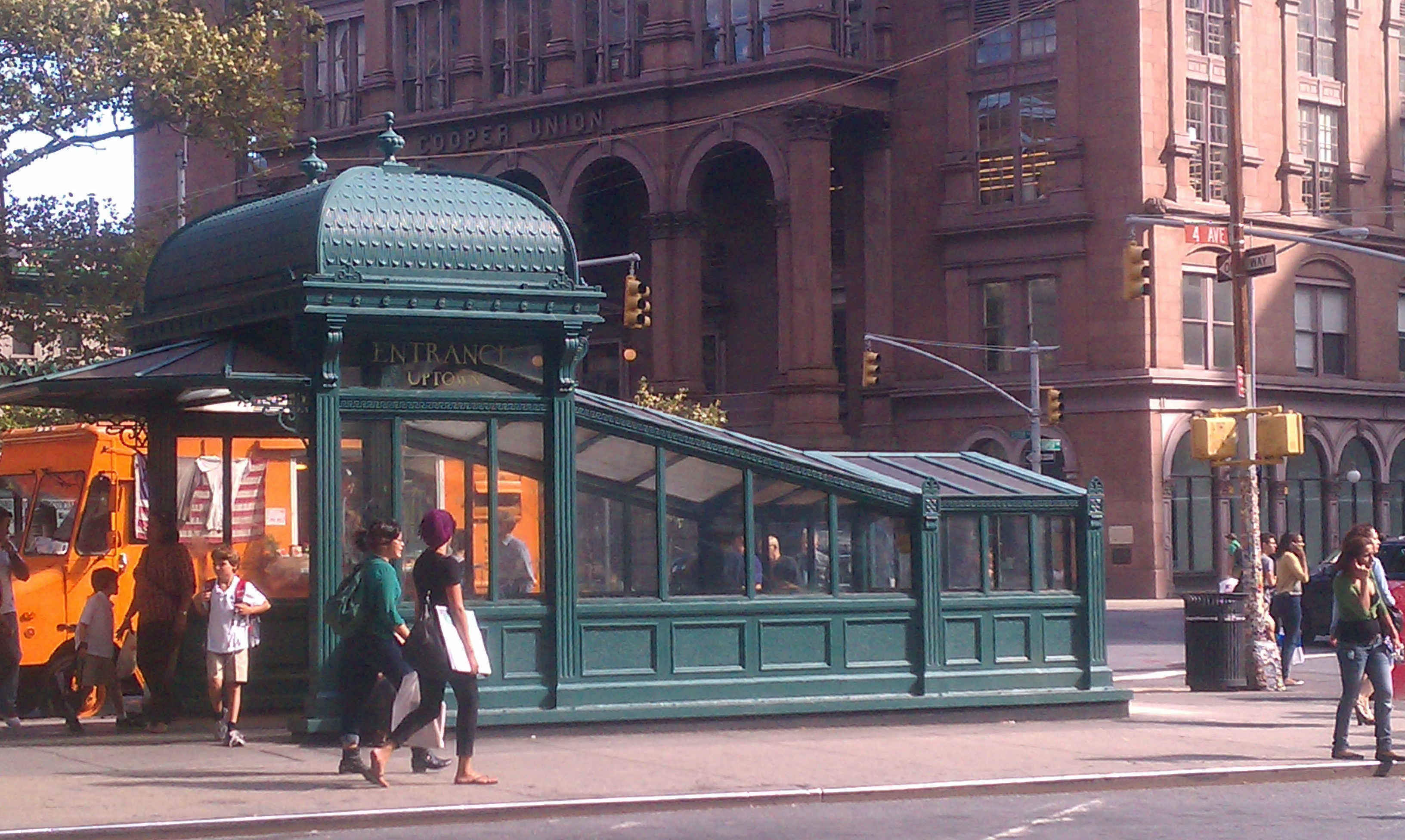
Entré till Astor Place
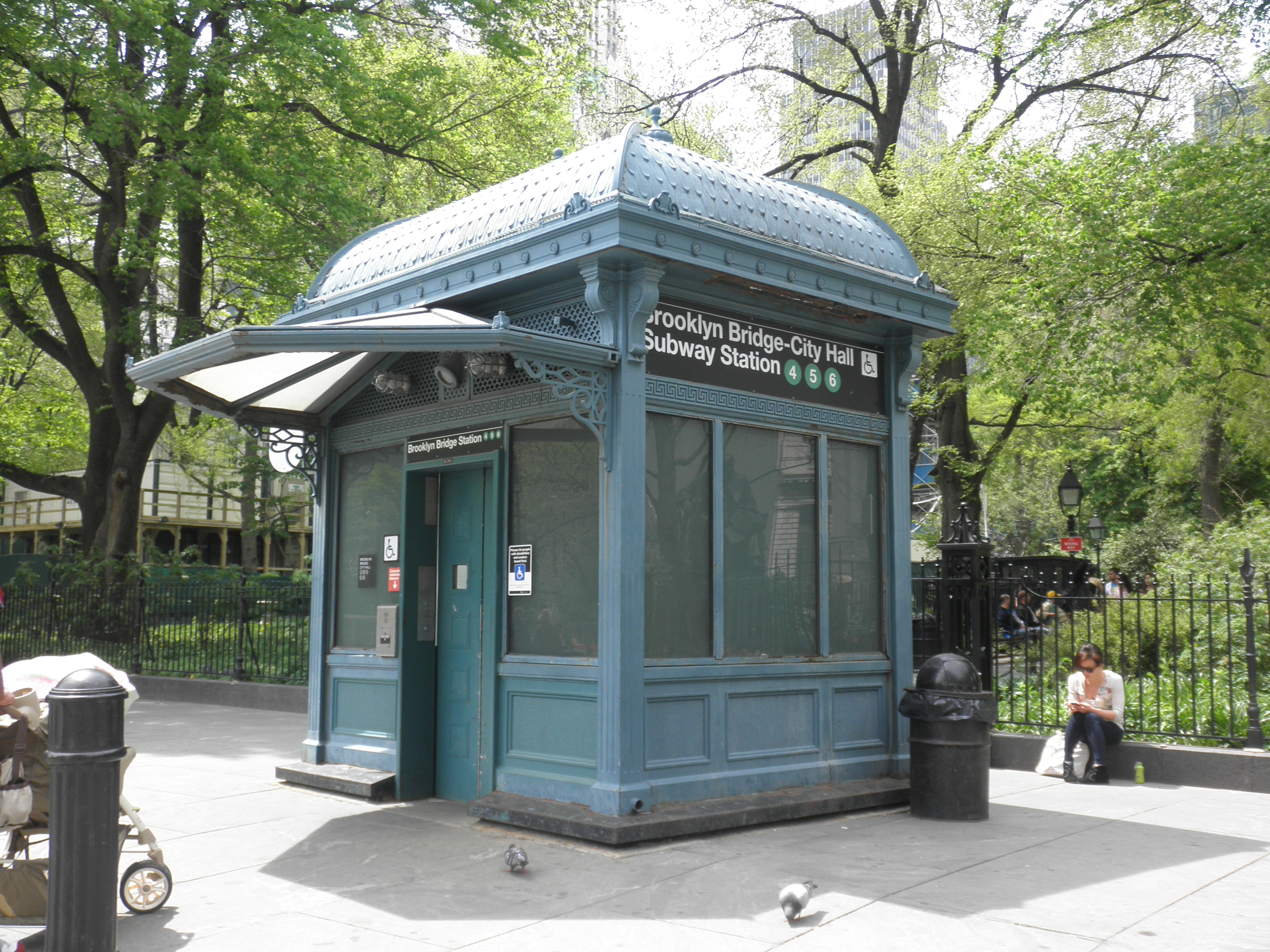
Brooklyn Bridge-City Hall